# 卡马绍
卡马绍是巴西米纳斯吉拉斯州的一个市镇。总面积222.218平方公里，总人口3204人，人口密度14.4人/平方公里。